# Friedrich Wilhelm Zachow
Friedrich Wilhelm Zachow (14. listopadu 1663, Lipsko, Prusko – 7. srpna 1712, Halle) byl barokní varhaník, hudební skladatel a pedagog. Byl učitelem George Friedricha Händela, k jeho žákům patřil i Gottfried Kirchhoff, Johann Krieger a Johann Gotthilf Ziegler.

## Dílo (výběr)
- Chorus ille coelitum, kantáta (1698)
- Confitebor tibi Domine, kantáta (1701)
- Danksaget dem Vater, kantáta, (1702)
- „Missa super Chorale Christ lag in Todesbanden“ , mše (1701)
- Tokáta C-Dur
- Preludium C-Dur
- Preludium F-Dur
- Fuga C-Dur
- Dvě Fugy v G-Dur
- Fantasie D-Dur
- Capriccio d-Moll
- Suita h-Moll
- Etliche varhanní chorál
- Trio F-Dur pro flauto traverso, fagot a basso continuo

## CD-nahrávky
- Christmas cantatas. Meine Seel: erhebt den Herren; Herr, wenn ich nur dich habe; Preiset mit mir den Herren; Lobe den Herrn, meine Seele Constanze Backes, Capella Frisiae & Accademia Amsterdam, dir. Ludger Remy. Quintone.nl 2010
- Friedrich Wilhelm Zachow: Kantaten "Ich bin die Auferstehung und das Leben", "Bei Gott ist mein Heil" auf der CD "Triumph, ihr Christen seid erfreut" von Cantus Thuringia & Capella Thuringia, Leitung: Bernhard Klapprott, Label: cpo, Audio CD 2011